# Ginástica nos Jogos Pan-Americanos de 1995
As provas da ginástica nos Jogos Pan-americanos de 1995 foram realizadas em Mar del Plata, Argentina. Esta foi a segunda e última edição a contar com as disputas por equipes.

## Eventos
| Ginástica artística - Individual geral masculino - Equipes masculino - Solo masculino - Barra fixa - Barras paralelas - Cavalo com alças - Argolas - Salto sobre a mesa masculino - Individual geral feminino - Equipes feminino - Trave - Solo feminino - Barras assimétricas - Salto sobre a mesa feminino | Ginástica rítmica - Grupos - Equipes - Arco - Bola - Maças - Fita - Corda |

## Medalhistas

### Ginástica artística
Masculino
| Evento           | Ouro                | Prata                  | Bronze           |
| Equipe           | Estados Unidos      | Cuba                   | Canadá           |
| Individual geral | Eric López          | John Roethlisberger    | Lazaro Lamelas   |
| Argolas          | Damian Merino       | John Roethlisberger    | Eric López       |
| Barra fixa       | John Roethlisberger | Víctor Colón Bill Roth |                  |
| Barras paralelas | Eric López          | Lazaro Lamelas         | Isidro Ibarrondo |
| Cavalo com alças | Eric López          | Mihai Bagiu            | Richard Ikeda    |
| Salto            | Víctor Solorzano    | Lazaro Lamelas         | Kris Burley      |
| Solo             | Damian Merino       | Bill Roth              | Kris Burley      |

Feminino
| Evento              | Ouro           | Prata           | Bronze           |
| Equipe              | Estados Unidos | Cuba            | Argentina        |
| Individual geral    | Shannon Miller | Amanda Borden   | Amy Chow         |
| Barras assimétricas | Shannon Miller | Amy Chow        | Annia Portuondo  |
| Salto               | Amy Chow       | Shannon Miller  | Annia Portuondo  |
| Solo                | Shannon Miller | Amanda Borden   | Leyanet González |
| Trave               | Amanda Borden  | Annia Portuondo | Leyanet González |

### Ginástica rítmica
| Evento | Ouro              | Prata             | Bronze          |
| Corda  | Yordania Corrales | Kirenia Ruiz      | Tamara Levinson |
| Bola   | Alejandra Unsain  | Cecilia Schtutman | Tamara Levinson |
| Maças  | Yordania Corrales | Jessica Davis     | Tamara Levinson |
| Fita   | Tamara Levinson   | Jessica Davis     | Luciana Eslava  |
| Grupos | Cuba              | Estados Unidos    | Brasil          |
| Equipe | Estados Unidos    | Cuba              | Argentina       |

## Quadro de medalhas
| Ordem | País           | Medalha de ouro | Medalha de prata | Medalha de bronze |    |
| ----- | -------------- | --------------- | ---------------- | ----------------- | -- |
| 1     | Estados Unidos | 9               | 13               | 5                 | 27 |
| 2     | Cuba           | 9               | 7                | 6                 | 22 |
| 3     | Argentina      | 1               | 1                | 4                 | 6  |
| 4     | Venezuela      | 1               | 0                | 0                 | 1  |
| 5     | Porto Rico     | 0               | 1                | 0                 | 1  |
| 6     | Canadá         | 0               | 0                | 4                 | 4  |
| 7     | Brasil         | 0               | 0                | 1                 | 1  |
| TOTAL | TOTAL          | 20              | 22               | 20                | 62 |